# Cardiospermum integerrimum
Cardiospermum integerrimum är en kinesträdsväxtart som beskrevs av Ludwig Radlkofer. Cardiospermum integerrimum ingår i släktet ballongrankor, och familjen kinesträdsväxter. Inga underarter finns listade i Catalogue of Life.